# Hans-Joachim Lauck
Pour les articles homonymes, voir Lauck.
Hans-Joachim Lauck (né le 27 septembre 1937 à Freyburg, arrondissement de Querfurt, Province de Saxe) est un homme politique est-allemand (SED). Il est ministre de la Construction de machines et d'équipements lourds en RDA.

## Biographie
Après avoir étudié à l'école primaire, Hans complète un apprentissage de monteur au VEB Metallschmelz- und Walzwerk Mersebourg de 1951 à 1955, puis étudié jusqu'en 1958 à l'école d'ingénieurs pour laminoirs et technologie métallurgique à Riesa, où il obtient son diplôme d'ingénieur pour laminoirs. De 1962 à 1968, il suit un cours à distance à l'école des mines de Freiberg avec un diplôme en formage des métaux. En 1985, il y obtient un doctorat.
De 1958 à 1963, il travaille d'abord comme assistant du directeur de production, puis comme directeur de production chez VEB sidérurgie et laminoir "Wilhelm Florin" Hennigsdorf. De 1963 à 1969, il est conférencier, chef de département et directeur de production au VVB Stahl- und Walzwerke Berlin. Il occupe ensuite un poste de directeur de production au VEB Qualitäts- und Edelstahl-Kombinat Hennigsdorf. De 1970 à 1979, il est finalement directeur de VEB Stahl- und Walzwerk Brandenburg et de 1979 à 1986 directeur général de VEB Qualitäts- und Edelstahlkombinates Brandenburg. Dans cette fonction, il est responsable de la promotion de l'équipe du BSG Stahl Brandenburg.
De juillet 1986 à novembre 1989, il succède à Rolf Kersten, ministre de la Construction de machines et d'équipements lourds, et depuis novembre 1986 membre du Conseil des ministres de la RDA. Le 11 janvier 1990, il est réélu par la Chambre du peuple en tant que membre du Conseil des ministres. Le 15 janvier 1990, il succède à Karl Grünheid (de) au poste de ministre du Génie dans le gouvernement de Modrow et reste en fonction jusqu'au changement de gouvernement en avril 1990. Par la suite, il est chef de service du génie au ministère des Affaires économiques du gouvernement de Maizière jusqu'en octobre 1990.
De 1951 à 1964, Lauck est membre de la FDJ et rejoint le SED en 1963. En 1975/76, il étudie au collège du parti "Karl Marx" au Comité central du SED. Lauck est membre de la direction du district SED de Brandebourg et pendant plusieurs années conseiller municipal de la ville de Brandebourg.
À sa retraite, Lauck habite à nouveau dans sa ville natale de Freyburg

## Honneurs
- 1987 Ordre du mérite patriotique en or
- 2017 membre d'honneur du FC Stahl Brandenburg[3]